# 윌라 피츠제럴드
윌라 피츠제럴드(Willa Fitzgerald, 1991년 1월 17일 ~ )는 미국의 배우이다.

## 출연 작품
- 새비지 맨 (2022) - 루비 레드 역